# 京都リビングエフエム

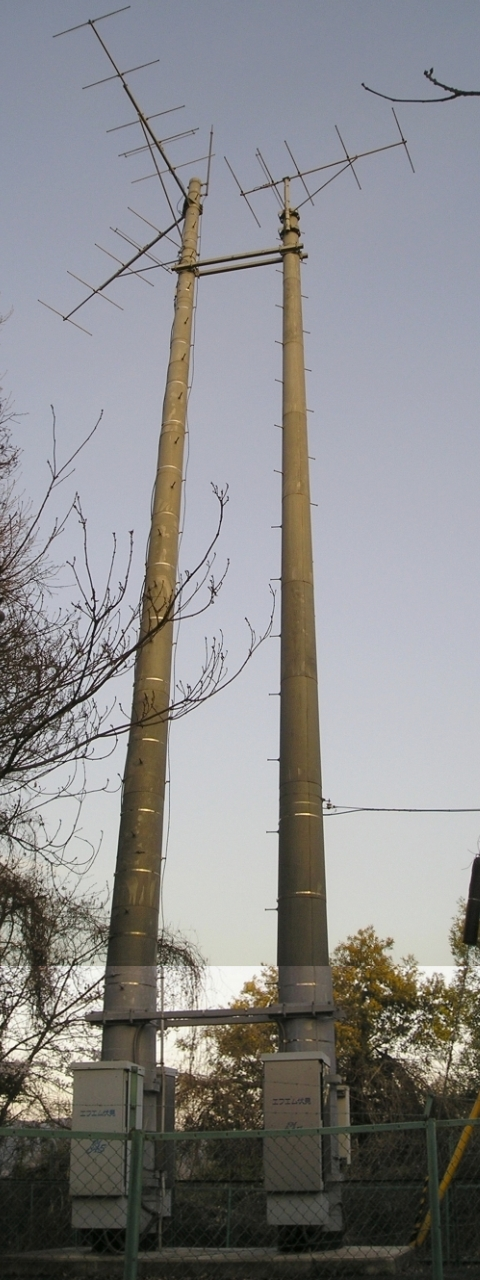
大岩山にある送信所

株式会社京都リビングエフエム（きょうとリビングエフエム）は、京都府京都市伏見区および南区の各一部地域を放送区域として超短波放送（FM放送）をする特定地上基幹放送事業者である。
FM845（エフエムはちよんご）の愛称でコミュニティ放送をしている。

## 概要
1995年（平成7年）に開局した京都府初のコミュニティ放送局である。旧所在地は、京都市伏見区桃山町山ノ下19-6。旧社名は「エフエム伏見」（旧・醍醐グランドーム内）。
『京都にこだわる人に発信』を標榜し、音楽中心ではなく『地域密着型のユニークな番組放送』を行っている。また音楽系の番組は演歌・歌謡曲に特化している。
放送エリアは電界強度が0.25mV/m以上で、エリア内世帯数は783,073戸、エリア内人口は1,939,252人
。
自社制作番組以外はミュージックバードの番組を放送するが、ほとんどの時間がコミュニティ放送向けのチャンネルではなくKAYO-ENKAチャンネルである。
2012年（平成24年）1月9日、SimulRadioに参加し、インターネットでの聴取が可能となる。

## 主な番組
- ピッカピカラジオ（月曜 - 金曜 10:00 - 12:00、再放送 22:00 - 24:00）
- ワカバンneo（月曜 14:00 - 16:00、火・水曜 13:00 - 15:00）
- 845歌謡ベストテン（月曜 15:00 - 18:00）
- 演歌応援!がんばるモン（火曜 15:00 - 16:00）
- マグナム石井のKeep On Running Again（火曜 18:00 - 18:30）
- 伏見で一献!（火曜 18:30 - 19:00）
- Kenjiroのメロメロメロディー（木曜 13:00 - 13:30）
- たーんと氷川きよし（木曜 13:30 - 14:00）
- 石山雅雄のぴあの大好き（木曜 14:00 - 14:30）
- 響竜也の歌手やっちゅうねん（木曜 15:00 - 16:00）
- 新垣健の『人生春秋』（木曜 17:00 - 17:15）
- 845演歌ジョッキー（金曜13:00 - 15:00）

放送終了したもの
| - いち・に・さん・し・845 - アクテイブ845 - さんさん90分 - 845シティナビ - じゃんけんぽん - Feal80 - スイートスイート水曜日 | - たっぷり羽川丼おそびる - 小林竜也の演歌に夢中 - 竜也と智子の演歌でえーんかぁ - 竜也と智子の演歌でええやん - さんじゅうしち☆はちのハッとしてGOOD! - W竜也の演歌でSHOW - 845クラブ | - ミュージツク・ランデブー - 歌の交差点 - 中高年のためのやさしい相談室 - NEWSIC SQUARE - 大人の学校845組 - 洋盤グラフィティ - 北村謙と関島秀樹のフォーク閑話 | - 歌づくり夢語り - 智子の音楽情報館 - ずい～っと演歌 - ラジオオアシス6時です! - 845歌謡指南道場 |

## パーソナリティー
現在も出演中（2020年現在）
| - 石井まり子 - 石山雅雄 - 遠藤のぶ子 - 葛山知佳子 - 小杉征義 - 響竜也 | - 伊藤敦奈 - 岸本香織 - 山下忠彦 - Kenjiro - 柳田道春 - 大藪勲 | - 秀円タッチ - 中森万美子 - 新垣健 - 津田眞由味 - 山崎ていじ |

過去の出演者
| - 石川和美 - 小林竜也 - 亀村正章 - 北村謙 - 古賀智子 | - さんじゅうしち☆はち - 羽川英樹 - 星野由美子 - 山口進 - 小崎愃 | - 今井喜美子 - 新家久美子 - 松岡とも - 山田啓代 - 滝トール | - 西岡由佳里 - 長谷川綾子 - 長谷川君枝 - わかばのオッちゃん - 梶西達 | - 永田ゆき - 五十嵐正子 - MURO - 大木三郎 | - 関島秀樹 - 谷村香織 |

## 放送事故
2008年（平成20年）7月28日、雷による障害で一時停波となった（同日昼過ぎから17時15分まで）。